# 214.ª Divisão de Infantaria (Alemanha)
A 214ª Divisão de Infantaria (em alemão:214. Infanterie-Division) foi uma unidade militar que serviu no Exército alemão durante a Segunda Guerra Mundial.

## Comandantes
| Comandante                          | Data                                             |
| ----------------------------------- | ------------------------------------------------ |
| Generalleutnant Theodor Groppe      | 1 de setembro de 1939 - 30 de janeiro de 1940    |
| Generalleutnant Max Horn            | 30 de janeiro de 1940 - 31 de dezembro de 1943   |
| Generalmajor Carl Wahle             | 31 de dezembro de 1943 - 15 de fevereiro de 1944 |
| Generalleutnant Max Horn            | 15 de fevereiro de 1944 - 28 de março de 1944    |
| Generalleutnant Harry von Kirchbach | 28 de março de 1944 - ? de janeiro de 1945       |

## Oficiais de operações
| Major Hans Fromberger               | 1939-março de 1941                        |
| Oberstleutnant Hans-Wilhelm Tilgner | 10 de março de 1941-20 de abril de 1944   |
| Oberstleutnant Heinrich Gehm        | 20 de abril de 1944-janeiro de 1945 (MIA) |

## Área de operações
| Frente Ocidental              | setembro de 1939 - abril de 1940     |
| Noruega                       | abril de 1940 - setembro de 1941     |
| Finlândia                     | setembro de 1941 - fevereiro de 1944 |
| Frente Ocidental, setor norte | fevereiro de 1944 - abril de 1944    |
| Polônia & Silésia             | abril de 1944 - janeiro de 1945      |